# Alegrete (Portalegre)
Alegrete es una freguesia portuguesa del concelho de Portalegre, con 87,38 km² de superficie y 2.055 habitantes (2001). Su densidad de población es de 23,5 hab/km².

## Enlaces externos

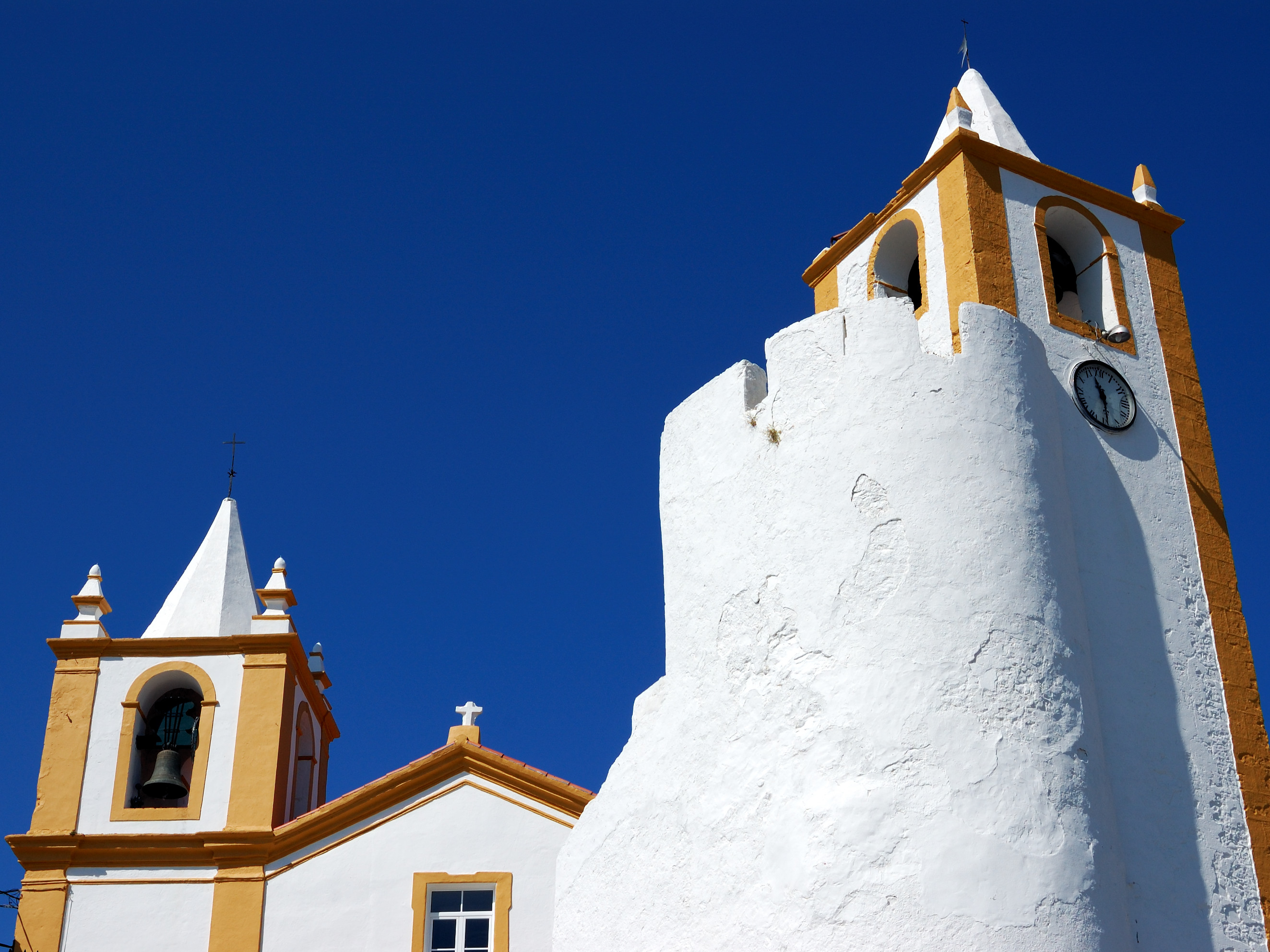
Vista de Alegrete